# Cordelia (vlinders)
Cordelia is een geslacht van vlinders van de familie Lycaenidae, uit de onderfamilie Theclinae.

## Soorten
- C. comes (Leech, 1890)
- C. minerva (Leech, 1890)